# Fonda (Iowa)
Fonda es una ciudad ubicada en el condado de Pocahontas en el estado estadounidense de Iowa. En el Censo de 2010 tenía una población de 631 habitantes y una densidad poblacional de 232,69 personas por km².

## Geografía
Fonda se encuentra ubicada en las coordenadas 42°34′54″N 94°50′45″O / 42.58167, -94.84583. Según la Oficina del Censo de los Estados Unidos, Fonda tiene una superficie total de 2.71 km², de la cual 2.71 km² corresponden a tierra firme y (0%) 0 km² es agua.

## Demografía
Según el censo de 2010, había 631 personas residiendo en Fonda. La densidad de población era de 232,69 hab./km². De los 631 habitantes, Fonda estaba compuesto por el 94.29% blancos, el 0.48% eran afroamericanos, el 0% eran amerindios, el 0.32% eran asiáticos, el 0.48% eran isleños del Pacífico, el 2.54% eran de otras razas y el 1.9% pertenecían a dos o más razas. Del total de la población el 8.72% eran hispanos o latinos de cualquier raza.